# باتريس مارتينيز
باتريس مارتينيز (بالإنجليزية: Patrice Martinez)‏ هي كاتِبة وكاتبة للأطفال وممثلة أمريكية، ولدت في 12 يونيو 1963 في ألباكركي في الولايات المتحدة، وتوفيت في 25 ديسمبر 2018 في بربانك في الولايات المتحدة.

## وصلات خارجية
- باتريس مارتينيز على موقع IMDb (الإنجليزية)
- باتريس مارتينيز على موقع روتن توميتوز (الإنجليزية)
- باتريس مارتينيز على موقع أول موفي (الإنجليزية)
- باتريس مارتينيز على موقع قاعدة بيانات الفيلم (الإنجليزية)